# 土门遗址
土门遗址位于中国河南省洛阳市伊川县白元乡土门村，是一处新石器时代的遗址。1963年被列为河南省文物保护单位，2013年被列为为第七批全国重点文物保护单位。
土门遗址的第一次发掘工作开始于1965年，出土文物种类丰富，属仰韶文化，多数器形与王湾一期非常相似，可以归属伊洛地区的王湾一期文化。出土文物中最具特色的是数量繁多的泥质红陶缸，其中一个用作瓮棺的陶缸有别致的黑白图案，这在仰韶文化中甚为罕见，这种陶缸被北京大学的严文明教授命名为“伊川缸”。